# سرگئی پوسکپالیس
سرگئی پوسکپالیس (روسی: Сергей Витауто Пускепалис) (زادهٔ ۱۵ آوریل ۱۹۶۶ – درگذشتهٔ ۲۰ سپتامبر ۲۰۲۲) یک هنرپیشه اهل شوروی بود. وی از سال ۲۰۰۳ میلادی تا پایان عمر مشغول فعالیت بوده‌است.
از فیلم‌ها یا برنامه‌های تلویزیونی که وی در آنها نقش داشته است می‌توان به مترو، دریای سیاه اشاره کرد.
وی همچنین برنده جوایزی همچون خرس نقره‌ای برای بهترین بازیگر مرد شده است.